# Николаєво
Никола́єво (болг. Николаево) — місто в Старозагорській області Болгарії. Адміністративний центр общини Николаєво.

## Населення
За даними перепису населення 2011 року у місті проживали 2658 осіб.
Національний склад населення міста:
| Національність   | Кількість осіб | Відсоток |
| ---------------- | -------------- | -------- |
| болгари          | 1607           | 66,3%    |
| цигани           | 739            | 30,5%    |
| турки            | 45             | 1,9%     |
| інша             | 7              | 0,3%     |
| не визначились   | 26             | 1,1%     |
| Всього відповіли | 2424           |          |

Розподіл населення за віком у 2011 році:
Динаміка населення: